# Nuphar spenneriana
Nuphar spenneriana är en näckrosväxtart som beskrevs av Jean François Aimée Gottlieb Philippe Gaudin. Nuphar spenneriana ingår i släktet gula näckrosor, och familjen näckrosväxter. Inga underarter finns listade i Catalogue of Life.